# Parafia Świętej Trójcy w Lesznie
Parafia Świętej Trójcy w Lesznie – parafia greckokatolicka w Lesznie, w dekanacie przemyskim archieparchii przemysko-warszawskiej. Założona w 1993.